# Anaglymma verula
Anaglymma verula är en skalbaggsart som beskrevs av Lewis 1898. Anaglymma verula ingår i släktet Anaglymma och familjen stumpbaggar. Inga underarter finns listade i Catalogue of Life.